# 莫塞爾貝

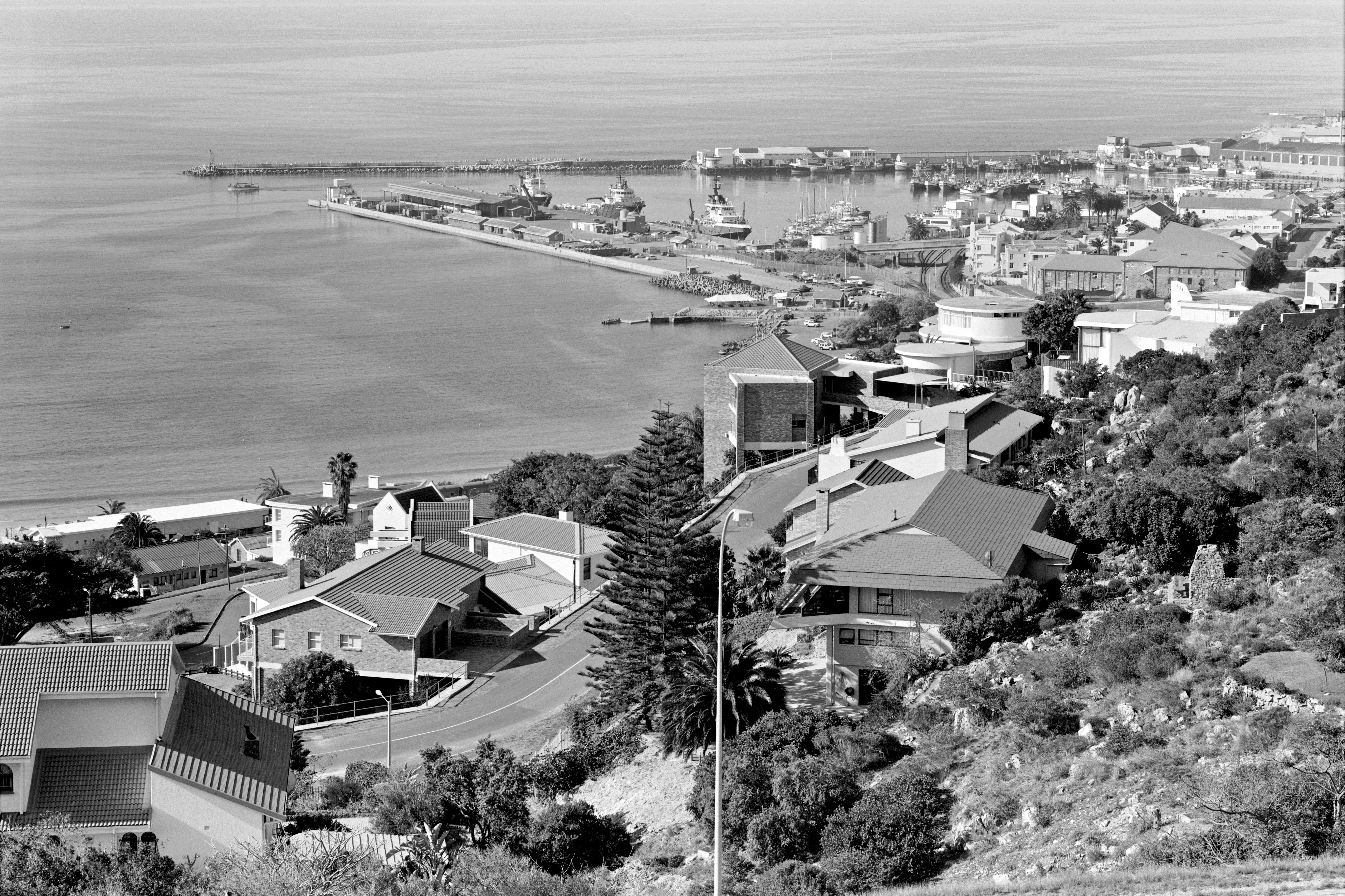

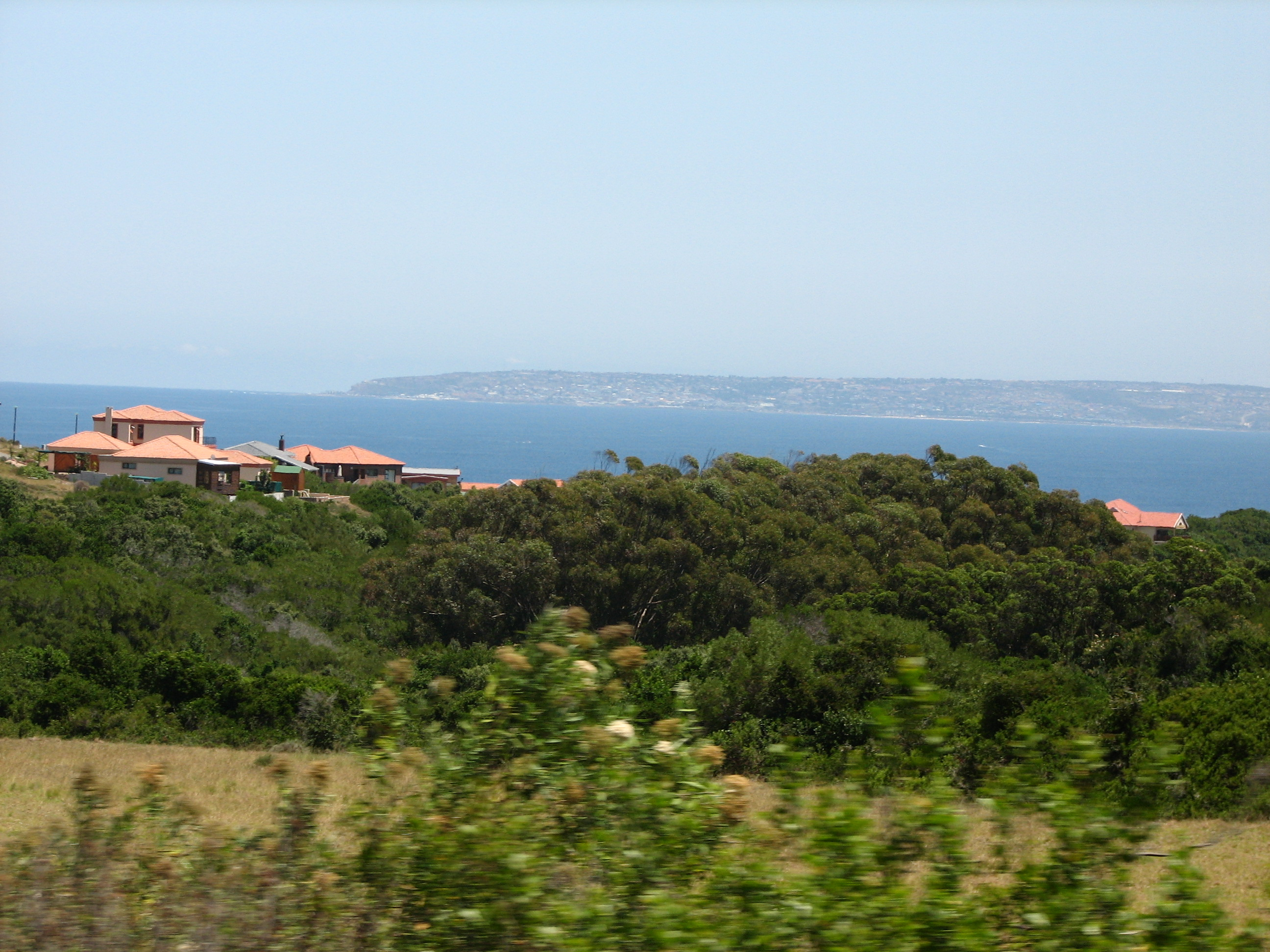

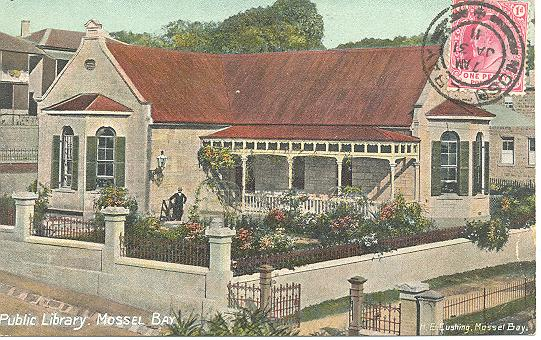

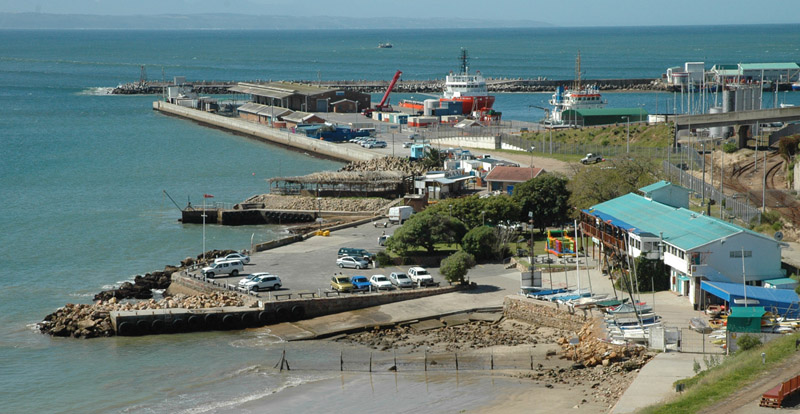

莫塞爾貝或莫塞爾灣是位於南非南部的城鎮，由西開普省負責管轄，距離開普敦400公里，面積27.02平方公里，2001年人口29,416，人口密度每平方公里1,100人。

## 外部連結
- Mossel Bay Municipality
- Mossel Bay Tourism Bureau （页面存档备份，存于）